# Psalidodon xiru
Psalidodon xiru es una especie de pez de agua dulce que integra el género Psalidodon, de la familia Characidae, cuyos integrantes son denominados comúnmente mojarras o lambaríes. Habita en ambientes acuáticos templados del centro-este de Sudamérica. 

## Taxonomía
Esta especie fue descrita originalmente en el año 2013 por los ictiólogos Carlos A. S. de Lucena, Jonas Blanco Castro y Vinicius A. Bertaco.
Localidad y ejemplares tipo
La localidad tipo es: «Brasil, Río Grande del Sur, Sapiranga, río Feitoria, cuenca del río Caí, en las coordenadas: 29°38′10″S 51°00′28″O / -29.63611, -51.00778». El holotipo es el catalogado como: MCP 19986, el cual midió 95,7 mm. Fue colectado en mayo de 1996 por D. Jacobus, L. F. B. Moreira y G. von Mülhen.
Etimología
Etimológicamente, el término genérico Psalidodon se construye con palabras en el idioma griego, en donde: psali forma diminutiva de psalis, significa ‘tijeras’ y odon es ‘dientes’. El término específico xiru copia a un epíteto específico del idioma tupí-guaraní, y que se emplea para denominar a un viejo sabio indio. Es también una palabra utilizada en el tratamiento personal entre los pobladores de las áreas rurales de Río Grande del Sur.

## Características
Psalidodon xiru, al igual que P. dissensus, tiene la región predorsal escamada. Del mismo modo que esta última tiene los dientes de la serie externa del premaxilar pentacuspidados mientras que los de la serie interna son heptacuspidados, tiene un diente de la mandíbula tri o pentacuspidado; presenta de 18 a 23 radios ramificados en la aleta anal y dos manchas humerales. Se la diferencia por ser una especie relativamente baja (32,5 a 37,5 % de la longitud estándar), mientras que A. procerus tiene una mayor altura corporal (38,3 a 46,0 % de la longitud estándar).

## Distribución
Se distribuye en el centro-este de América del Sur, siendo endémico de la cuenca de la laguna de los Patos (perteneciente a la pendiente costera, atlántica) y en la cuenca del alto río Uruguay, perteneciente a la cuenca del Plata, cuyas aguas también llegan al océano Atlántico, vía el Río de la Plata.
En el sur del Brasil vive en los estados de Río Grande del Sur y Santa Catarina. 
Si bien era posible que habitase en afluentes del río Uruguay en el nordeste de la Argentina, ya que parte del material empleado para su descripción había sido capturado en una localidad muy próxima a la frontera de la provincia de Misiones —a 6700 metros en línea recta—, sobre un afluente del limítrofe río Pepirí Guazú (arroyo Lageado Grande, a alrededor de 3 km de Linha Santana, sobre un desvío de la SC-493, la ruta que une Santa Helena con Belmonte y Descanso, en las coordenadas: 26°53′35″S 53°36′04″O / -26.89306, -53.60111), aún no había colectas concretas en la Argentina, hasta que en 2016 fueron publicadas capturas de la especie en varios cursos comprendidos en la única porción del territorio argentino incluida en la ecorregión de agua dulce Alto Uruguay: arroyo Yabotí-Mini y su afluente arroyo San Juan; arroyos Fortaleza, Oveja Negra y Trigueño, afluentes del arroyo Yabotí-Guazú; y río Pepirí-Guazú.